# ザック・グラニット
- ザック・グラナイト

ザカリー・トーマス・グラニット（Zachary Thomas Granite, 1992年9月17日 - ）は、アメリカ合衆国ニューヨーク州ニューヨーク市スタテンアイランド出身のプロ野球選手（外野手）。左投左打。MLBのニューヨーク・ヤンキース傘下所属。
メディアによっては「グラナイト」と表記されることもある。

## 経歴

### プロ入り前
ニューヨーク州スタテンアイランドのトッテンビル高等学校に入学し、同校の野球チームで投手と外野手を経験。3年次のポストシーズンでは打率.583を記録し、ニューヨーク市のパブリックスクールで争われるパブリック・スクールズ・アスレティック・リーグ (PSAL) で優勝を果たした。その後シートン・ホール大学に進学し、シートン・ホール・パイレーツで大学野球（カレッジ・ベースボール）を続けた。シートン・ホール・パイレーツでは大学1年次から全試合に先発出場して打率.296、出塁率.387、61安打、39得点、27四球、10盗塁の成績でチームを牽引した。

### プロ入りとツインズ時代
2013年のMLBドラフト14巡目（全体410位）でミネソタ・ツインズから指名され、プロ入り。2016年には傘下のAA級チャタヌーガ・ルックアウツの選手として出場し、ツインズ傘下の年間最優秀マイナーリーグ選手に選出された。シーズン終了後、ツインズの40人枠に加えられた。
2017年はAAA級ロチェスター・レッドウイングスで出場を重ね、トリプルAオールスターゲームにも選出された。7月7日にメジャー初昇格を果たし、翌8日のボルチモア・オリオールズ戦でメジャーデビューを飾った。この年メジャーでは40試合に出場して打率.237、1本塁打、13打点、2盗塁を記録した。
2018年は一年間AAA級ロチェスターでプレーし、68試合に出場して打率.211、4打点、9盗塁を記録した。
2019年2月25日にマーウィン・ゴンザレスの加入に伴ってDFAとなった。

### レンジャーズ傘下時代
2019年3月3日にゼイビア・ムーア及び金銭とのトレードで、テキサス・レンジャーズへ移籍した。この年は傘下のAAA級ナッシュビル・サウンズでプレーし、119試合に出場して打率.290、3本塁打、37打点、25盗塁を記録した。オフの10月31日にマイナー契約となり、11月4日にFAとなった。

### ヤンキース傘下時代
2019年11月21日にニューヨーク・ヤンキースとマイナー契約を結び、2020年のスプリングトレーニングに招待選手として参加することになった。

## 詳細情報

### 年度別打撃成績
| 年 度    | 球 団    | 試 合 | 打 席 | 打 数 | 得 点 | 安 打 | 二 塁 打 | 三 塁 打 | 本 塁 打 | 塁 打 | 打 点 | 盗 塁 | 盗 塁 死 | 犠 打 | 犠 飛 | 四 球 | 敬 遠 | 死 球 | 三 振 | 併 殺 打 | 打 率 | 出 塁 率 | 長 打 率 | O P S |
| -------- | -------- | ----- | ----- | ----- | ----- | ----- | -------- | -------- | -------- | ----- | ----- | ----- | -------- | ----- | ----- | ----- | ----- | ----- | ----- | -------- | ----- | -------- | -------- | ----- |
| 2017     | MIN      | 40    | 107   | 93    | 14    | 22    | 2        | 0        | 1        | 27    | 13    | 2     | 2        | 1     | 1     | 12    | 0     | 0     | 9     | 6        | .237  | .321     | .290     | .611  |
| MLB：1年 | MLB：1年 | 40    | 107   | 93    | 14    | 22    | 2        | 0        | 1        | 27    | 13    | 2     | 2        | 1     | 1     | 12    | 0     | 0     | 9     | 6        | .237  | .321     | .290     | .611  |

- 2019年度シーズン終了時

### 背番号
- 8（2017年）